# Johannes Janssen (Politiker)
Johannes Janssen (* 6. Dezember 1868 in Barmen; † 1. März 1951 in Wuppertal) war ein deutscher Politiker (DNVP).

## Leben
Nach dem Besuch der Volksschule absolvierte Janssen eine kaufmännische Lehre. Er war später Inhaber eines Kolonialwaren- und Lebensmittelgeschäftes in Barmen, Mitglied der Handelskammer von Elberfeld und Barmen sowie Vorstandsmitglied verschiedener Berufsvereine und -verbände.
Janssen trat in die Deutschnationale Volkspartei (DNVP) ein. Er war Stadtverordneter in Barmen und Mitglied des Vorläufigen Reichswirtschaftsrates. Im Februar 1921 wurde er als Abgeordneter in den Preußischen Landtag gewählt, dem er ohne Unterbrechung bis zum Ende der dritten Legislaturperiode 1932 und erneut in der fünften Legislaturperiode 1933 angehörte. Im Parlament vertrat er den Wahlkreis 22 (Düsseldorf-Ost).
Johannes Janssen war seit 1896 mit Julie Kraus verheiratet und hatte zehn Kinder.